# Low Budget (album)
Low Budget is een album van de Britse rockband The Kinks uit 1979. Het album laat een wat rauwer geluid horen dan de voorgaande albums van de groep.

## Tracks
- Attitude – 3:47
- Catch Me Now I'm Falling – 5:58
- Pressure – 2:27
- National Health – 4:02
- (Wish I Could Fly Like) Superman – 5:59
- Low Budget – 3:50
- In a Space – 3:44
- Little Bit of Emotion – 4:51
- A Gallon of Gas – 3:47
- Misery – 2:57
- Moving Pictures – 3:47

Opnamen: januari t/m mei 1979.
Mick Avory · Dave Davies · Ray Davies

John Dalton · Gordon Edwards · Ian Gibbons · John Gosling · Bob Henrit · Andy Pyle · Pete Quaife · Jim Rodford